# José Maria Veloso Salgado
José Maria Veloso Salgado (Santa Maria de Melon, 2 aprile 1864 – Lisbona, 22 luglio 1945) è stato un pittore portoghese.
Passò dalla pittura storica di chiara impostazione accademica, al ritratto, e al paesaggismo naturalista. Fu anche decoratore: a lui si devono le decorazioni interne del Palazzo della Borsa a Porto, della Sala del Tribunale del Commercio, della Sinagoga di Lisbona, del Teatro Politeama e vari palazzi privati.

## Biografia
José Maria Veloso Salgado nacque nella regione spagnola della Galizia, precisamente a Melon (piccolo borgo nella provincia di Orense non lontano dalla frontiera portoghese), dove rimase fino all'età di 10 anni. Era figlio di due contadini, José Perez e Dolores Veloso Rodrigues Salgado. Nel 1874 i genitori lo indussero a lasciare la campagna e ad andare a lavorare in città. José partì quindi per Lisbona dove il fratello della madre, Miguel Veloso Rodrigus Salgado, aveva un laboratorio di litografia. José visse presso di lui lavorando ed apprendendo il mestiere.

### I primi studi a Lisbona
Dal 1870 al 1880 frequentò come amatore la Scuola di Elementi di Disegno dell'Accademia di Belle arti di Lisbona, nel corso serale per operai organizzato dalla Società dell'Accademia e si diplomò con distinzione nel 1879. Incoraggiato dai risultati, l'anno seguente passò al corso serale normale e già alla fine del primo anno, vinse un premio di 20.000 "reis". Iniziò allora a seguire le lezioni diurne e fu allievo di Simon de Almeida per il disegno e di José Ferreira Chaves per la pittura, ottenendo la massima votazione in ambedue i corsi. 
Nel 1887 Salgado acquisì la cittadinanza portoghese, che mantenne tutta la vita, divenendo in questo modo un pittore portoghese a tutti gli effetti. Nell'occasione assunse il cognome della madre e dello zio, cui tanto doveva.

### L'esperienza parigina
Alla XIII mostra organizzata dalla Società dell'Accademia, nel 1884, ricevette una menzione d'onore. Questi successi gli procurarono nel 1888 una borsa di studio statale per un soggiorno a Parigi, onde perfezionare la sua tecnica e vivere l'esperienza della vita artistica parigina.  Nel 1889 Salgado si recò dunque in Francia.  Lì conobbe lo scultore António Teixeira Lopes e abitò nel suo atelier. Entrò così, superando brillantemente la prova di ammissione, all'École des beaux-arts di Parigi e divenne allievo di Alexandre Cabanel, di Jules-Élie Delaunay e di Jean-Joseph Benjamin-Constant, ma seguendo anche le lezioni di Jean-Paul Laurens e di Fernand Cormon. Conobbe inoltre Jules Breton e il paesaggista Adrien Demont.
La sua prima opera importante fu Amore e Psiche (oggi conservata al Museo del Chiado di Lisbona), realizzata nel 1891, e per la quale ricevette una medaglia del Salon, seguita da Ritratto del Consigliere Venceslau de Lima. Aveva però già esposto alcune opere minori al "Salon" del 1889. Nel frattempo vinse un concorso di pittura bandito dal Consiglio Municipale di Lisbona e inviò diversi lavori all'Associazione artistica della stessa città. 
Terminato il soggiorno parigino, Salgado, prima di rientrare a Lisbona, si recò in Italia fermandosi in particolare a Firenze, dove studiò i pittori primitivi, riprodusse opere di pittori rinascimentali e dipinse le campagne lavorando "en plein air". In quella occasione realizzò una delle sue opere più famose e ammirate: Gesù. Questa tela venne inviata a Parigi per l'Expo del 1900, e fu premiata sebbene fosse fuori concorso. Ma nel viaggio di ritorno, purtroppo, la nave che la trasportava naufragò e l'opera si perdette.
Fra il 1892 e il 1894 Salgado espose altre volte al Salon, a Lisbona e all' Expo di Anversa: per tutte queste attività ricevette consensi, apprezzamenti e onorificenze al punto che l'Accademia di Belle arti di Lisbona lo nominò "Accademico al merito". 

### Il ritorno a Lisbona

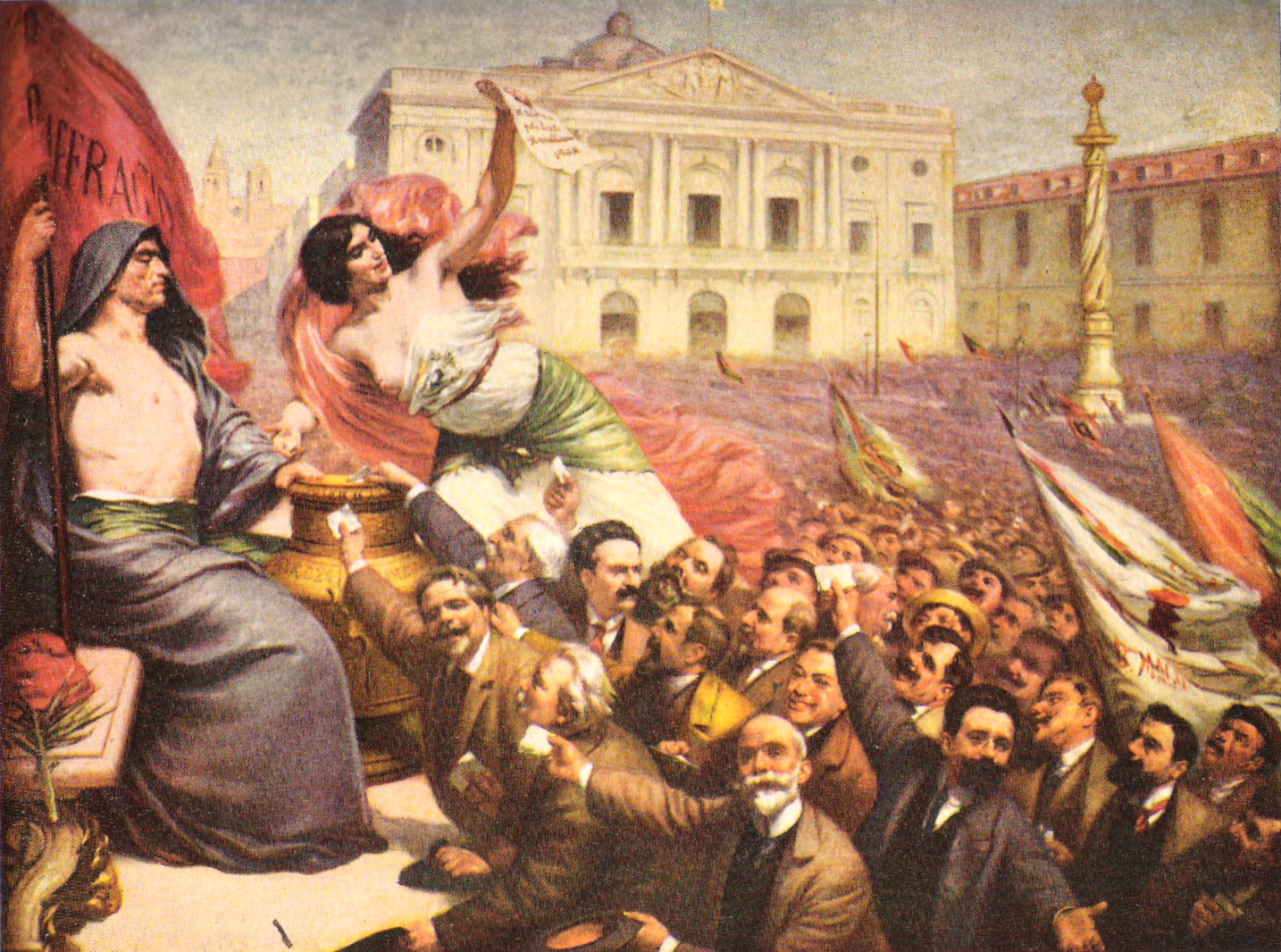
Il suffragio

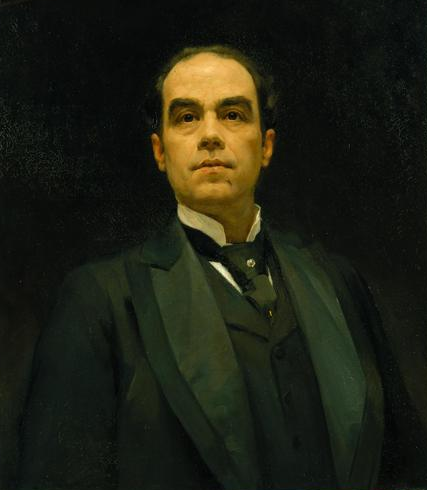
Il Consigliere Antonio Cândido

Rientrò finalmente a Lisbona nel 1895 e venne ben presto nominato docente temporaneo di pittura storica alla "Scuola nazionale di belle arti". Solo due anni più tardi fu promosso professore effettivo.  La sua fama era ormai consolidata e Salgado ne raccolse i frutti: fu nominato Grande Ufficiale dell' "Ordine di Sâo Tiago" nel 1896, Cavaliere della Legion d'honneur in Francia nel 1902 e Membro dell' "Accademia portoghese delle Scienze" nel 1907.
Nel 1896 Salgado sposò Vittorina de Silva Mello, figlioccia di Ferreira Chaves. Da lei ebbe due figli: José Miguel (1896) e Maria Adelina (1899).

### La maturità e la morte
Dal 1915 al 1920 collaborò con la rivista "Atlantide".

Nel 1926 la Scuola di Belle arti gli rese omaggio con l'apposizione di una targa nell'aula dove ancora insegnava.

Otto anni dopo raggiunse i limiti di età per la docenza, ma continuò ugualmente ad insegnare, nonostante fosse ormai ammalato.

Nel 1939 fu organizzata una retrospettiva delle sue opere e, solo qualche mese più tardi, nel 1940, Salgado smise di dipingere. Un ulteriore, ultimo riconoscimento gli fu offerto dalla città di Porto nel 1945 con una mostra collettiva in suo onore, alla quale però non poté presenziare perché ormai molto provato dalla malattia.
José Veloso Salgado spirò il 12 dicembre dello stesso anno: aveva vissuto 81 anni.

Nel primo anniversario della sua scomparsa la Scuola di belle arti fece una seduta commemorativa e il Consiglio Municipale di Lisbona scoprì una lapide al nº 99 di Rua de Quintinha, sulla facciata della casa dove era vissuto e dove era morto.

## Principali musei
I quadri di Salgado sono esposti in diverse località, fra cui: 
- Facoltà di Medicina di Lisbona;
- Palazzo della Borsa di Porto;
- Casa Museo Teixeira Lopes a Vila Nova de Gaia;
- Museo del Chiado a Lisbona;
- Museo di José Malhoa nella Caldas da Rainha;
- Museo Militare di Lisbona.

## Opere
- N.D. - Amore e Psiche
- N.D. - Ritratto del Consigliere Venceslau de Lima
- N.D. - Gesù
- N.D. - Ritratto di Braamcamp Freire
- N.D. - Ritratto di Adrien Demont
- N.D. - Ritratto di Rainha D. Amélia, a cavallo

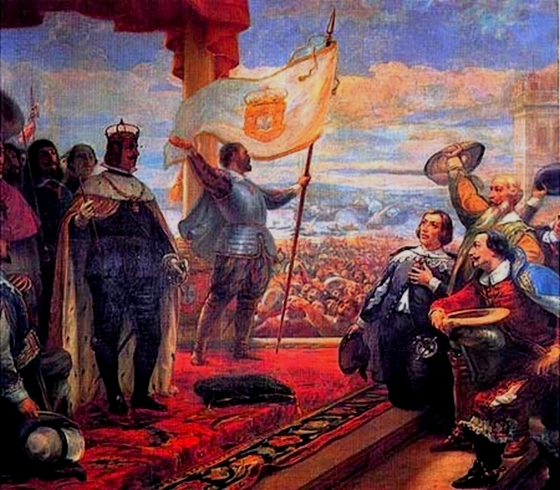
Acclamazione del re Giovanni IV

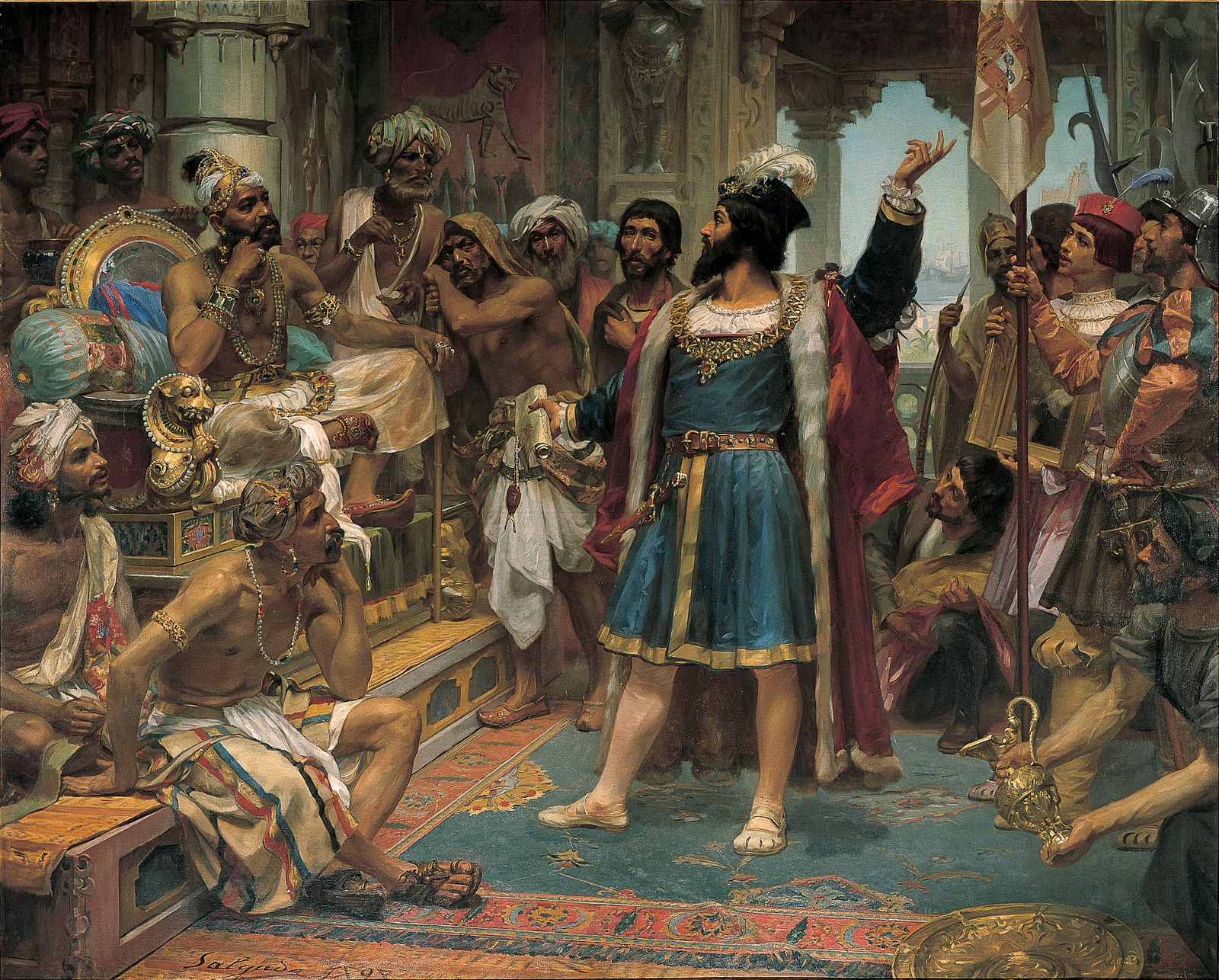
Vasco da Gama e il Samorim di Calicut

- N.D. - Ritratto di Madame Demont Breton
- N.D. - Nero e rosa
- N.D. - Ritratto del re D. Carlos
- N.D. - Ritratto di Mrs Hirsch
- N.D. - Ritratto della Viscondessa de Algés
- N.D. - Ritratto dello scultore Teixeira Lopes nel suo atelier di Parigi
- N.D. - Gesù nel Deserto
- N.D. - Acclamazione di re Giovanni IV del Portogallo
- N.D. - Ritratto del Consigliere Antonio Cândido
- N.D. - Ritratto di Don Vicente de Soledade
- N.D. - Studio per un ritratto del conte Sampaio
- N.D. - Ritratto di Manuel Fernandes Tomàs
- N.D. - Ritratto di Miguel Ventura Terra
- 1893 - Rua de Leça, Museo José Malhoa[5]
- 1898 - Vasco da Gama parla al Samorim di Calicut
- 1905 - Garcia de Orta e i medici portoghesi
- 1908 - Ritratto di signora 1
- 1913 - Il suffragio
- 1915 - La baita
- 1917 - Ritratto di signora 2
- 1923 - Gioventù
- 1931 - Autoritratto

## Riconoscimenti
- Premio "Annunciazione" 1886;[6]
- Medaglia d'oro a Monaco di Baviera (1893);
- Medaglia d'argento ad Anversa (1894);
- 1ª Medaglia dell'Associazione artistica di Lisbona (per il quadro "Retrato de Braamcamp Freire") (1894);
- Conferimento dell'Ordine di Sâo Tiago (1894);
- Medaglia di 1.ª classe (Esposizione universale di Berlino) (1896);
- Medaglia di 1.ª classe (Esposizione universale di Parigi) (1900);
- Medaglia d'oro a Saint Louis (1904);
- Medaglia d'oro a Rio de Janeiro (1906);
- Nominato "Accademico per merito" dall'Accademia Portoghese di Belle Arti (1907);
- Medaglia d'oro a San Francisco (1911 e 1915);
- Medaglia d'onore della "Società nazionale di Belle arti di Lisbona" (1911).

## Galleria d'immagini

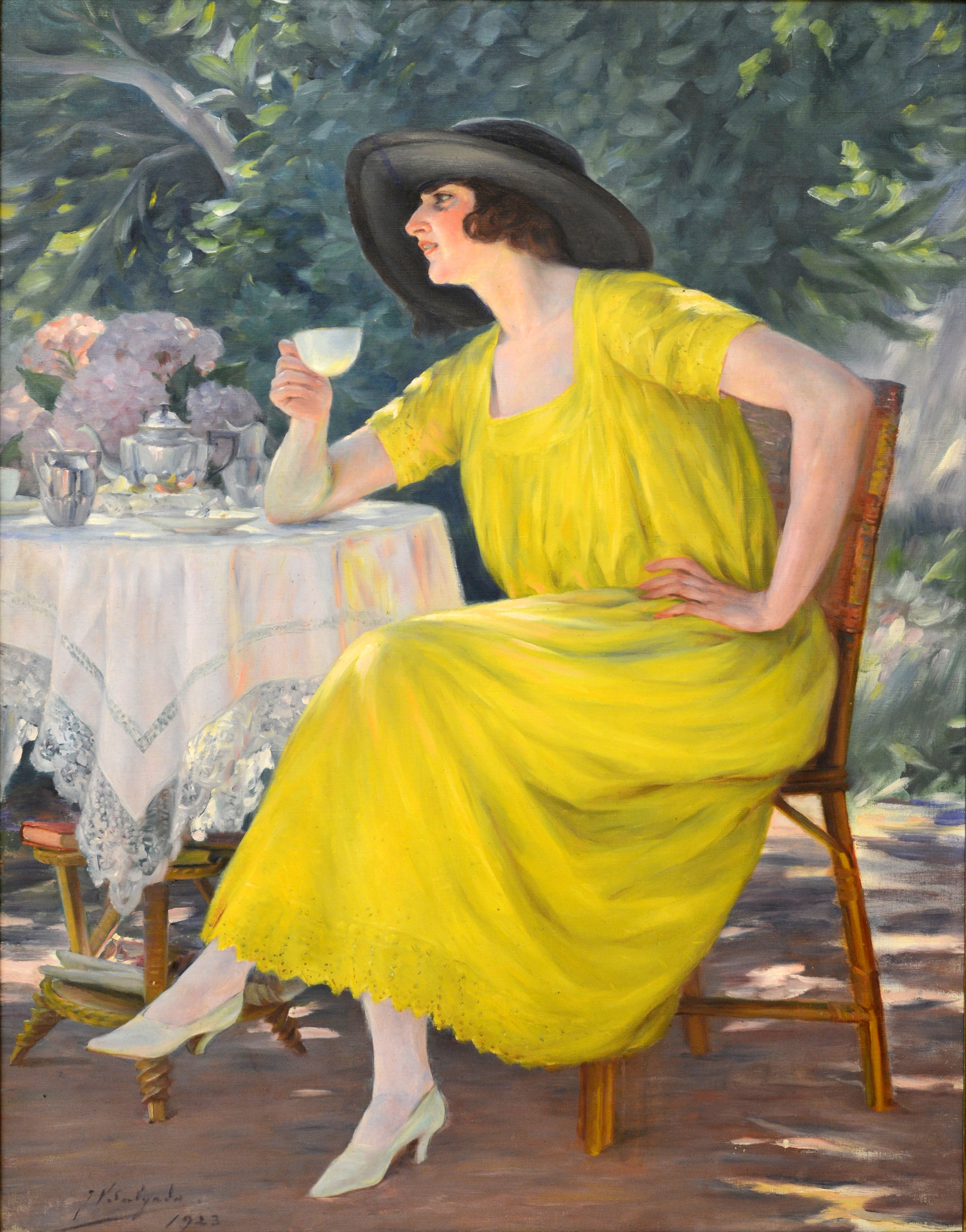
Gioventù
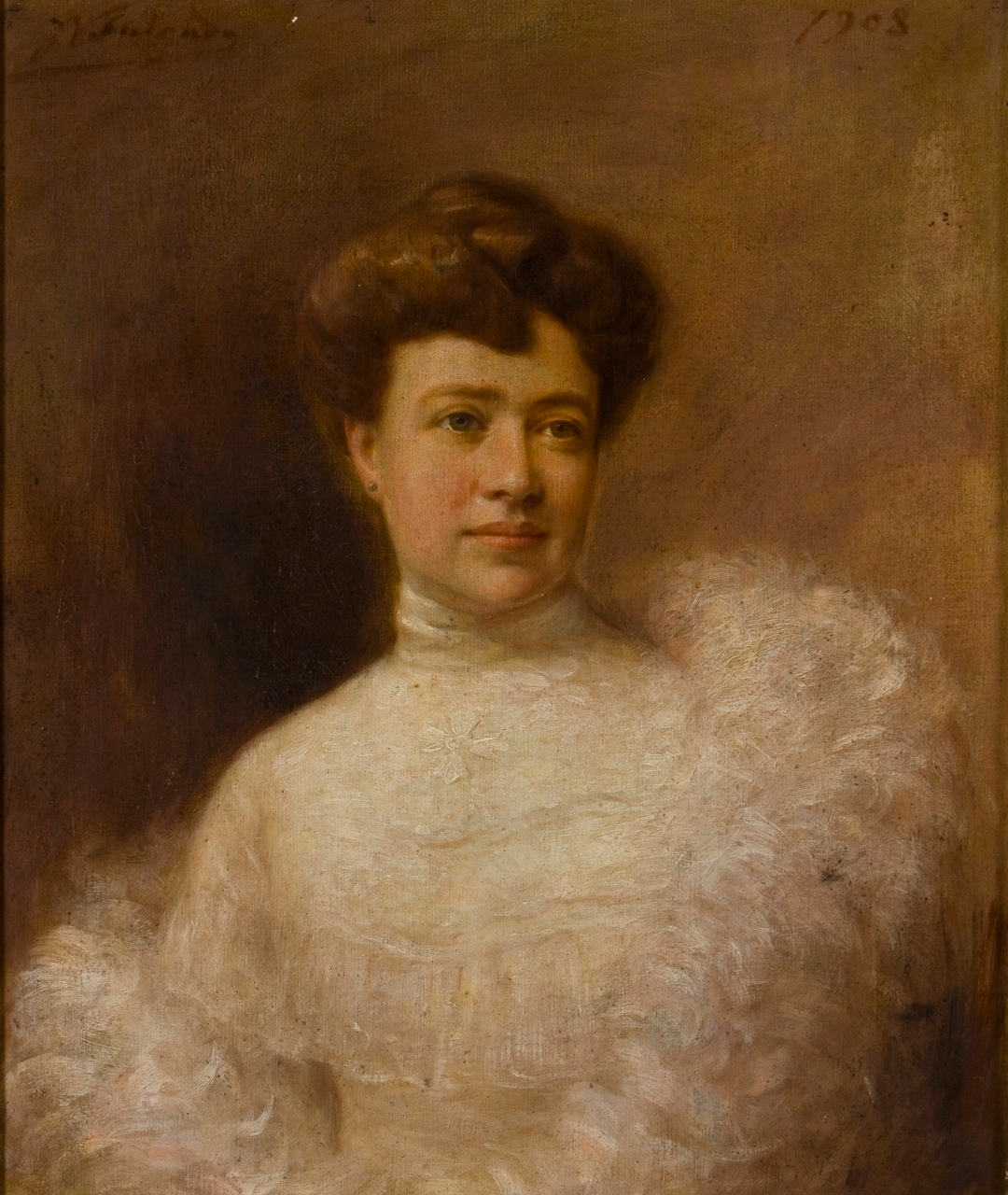
Ritratto di signora 1
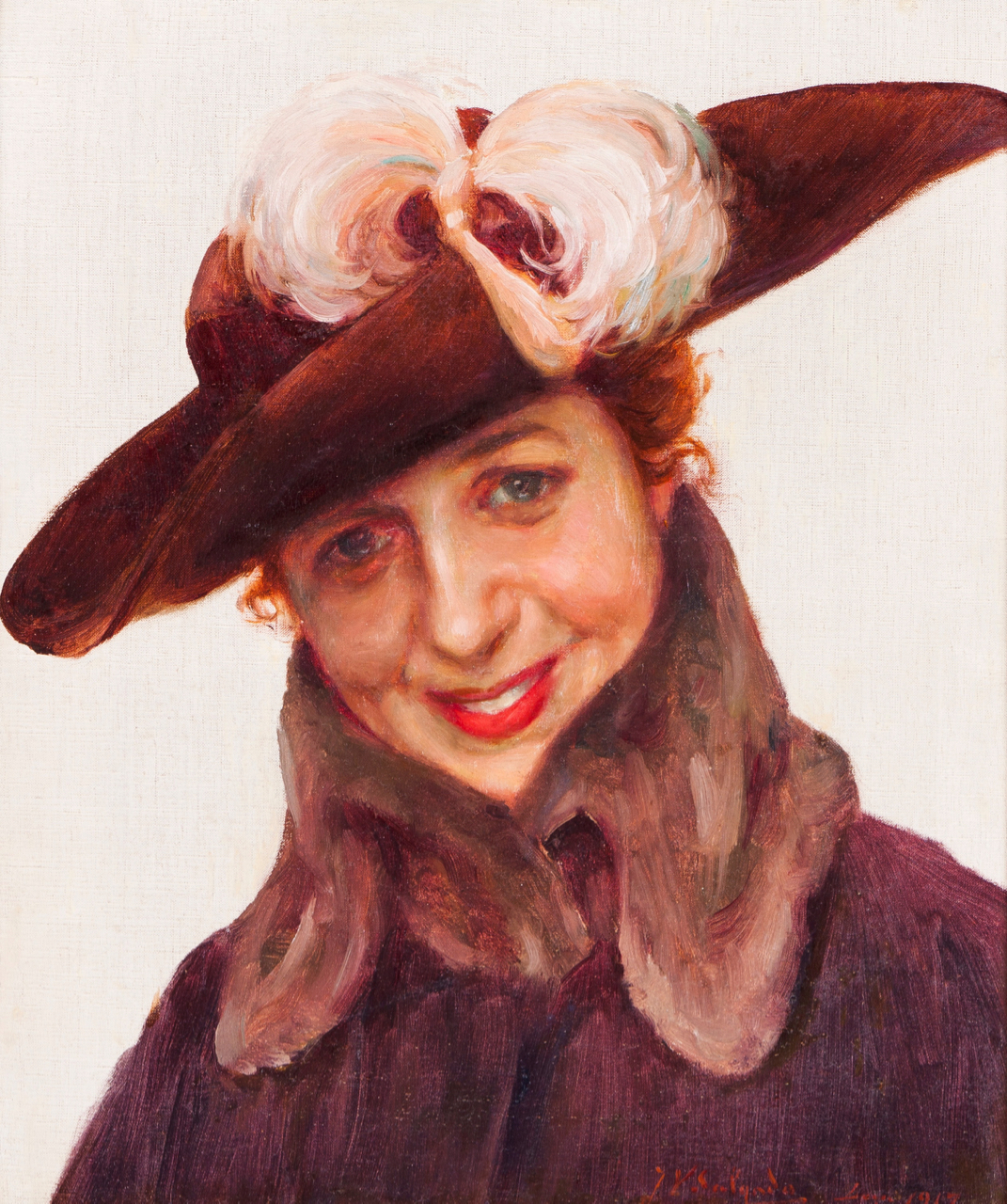
Ritratto di signora 2